# Antoinette Meyer
Antoinette Meyer (n. 19 iunie 1920, Hospental⁠(d), Cantonul Uri, Elveția – d. 19 iulie 2010, Thun, Berna, Elveția) a fost o schioare alpină ce a reprezentat Elveția, medaliată olimpică. A participat la o ediție a Jocurilor Olimpice (1948) în care a câștigat o medalie de argint.

## Participări
Lista de mai jos prezintă principalele competiții la care a participat Antoinette Meyer de-a lungul carierei.
- alpine skiing at the 1948 Winter Olympics – women's slalom[*]